# Ulrich Eicke
Ulrich Eicke (n. 18 februarie 1952, Wuppertal, RFG) este un canoist ce a reprezentat Germania, medaliat olimpic. A participat la 2 ediții ale Jocurilor Olimpice (1976, 1984) în care a câștigat o medalie de aur.